# لا تعليق
لا تعليق هي عبارة تستخدم كرد على الاستفسارات الصحفية التي لا يرغب المجيب في الرد عليها. قد ترفض شخصيات عامة التعليق على المسائل التي يُسألون عنها، أو لا يكون لديهم شيء لقوله عن المسئلة في ذلك الوقت. وكذلك قد يرفض التعليق أيضًا المسؤولون الذين لم يُسمح لهم من قبل سلطاتهم الأعلى التحدث إلى وسائل الإعلام.
تشير عبارة لا تعليق أن المتحدث لا يختار قول أي شيء عن الموضوع، وأنه ليس من صلاحياته تلقائيًا إذا علّق وقتها أو رد على استفسارات. وليس من المطلوب أن تعتبر المادة غير رسمية أو خلاف ذلك تبقى سرية. فإذا أراد المتحدث الكلام عن الموضوع ولكنه لا يرغب في ذكر اسمه كمصدر، فله حق الحصول على موافقة صريحة من الصحفي مقدمًا أن رده لن يستخدم بإسناد.

## النقد
لقد جادل بعض المتخصصين في مجال العلاقات العامة ضد استخدام عبارة لا تعليق، مشيرين أن أحد أهداف العمل في الصحافة هو حل القضايا قبل أن تصبح موضوعات ساخنة. فإن قول «لا تعليق» يتيح للصحافة ملء الفراغات، ويحول تركيز الدعاية، ويضحي بفرصة توصيل الرسائل الرئيسية.

## استخدامات مشهورة
- «لا تعليق... في تكناكلور المجيدة!» بواسطة هارولد ويلسون، 1963، عندما سُئل عن تصريح بشأن فضيحة تم نشرها.
- أنا لا أعتقد بقول "لا تعليق". فلدي دائمًا تعليق"، بواسطة مارثا بيل ميتشل[2]
- الشرطي المستجوب: «هل تنوي إجراء مقابلة بدون تعليق؟»
جيسو: «لا تعليق.»